# Searcy
Searcy város az USA Arkansas államában, White megyében, melynek megyeszékhelye is. Lakosainak száma 22 937 fő (2020. április 1.).

## Népesség
A település népességének változása:
| Lakosok száma | 621  | 22 858 | 22 937 |
|               | 1860 | 2010   | 2020   |